# Hašiš (balet)
Hašiš je balet o jednom jednání a dvou obrazech českého skladatele Karla Kovařovice na libreto baletního mistra Václava Reisingera. Poprvé byl proveden 19. června 1884 v pražském Národním divadle.

## Vznik a historie
V Prozatímním i Národním divadle byl tanec nejprve využíván výhradně v rámci jiných představení, zejména operních a operetních. Soubor měl sice baletního mistra, byl však zpočátku nepočetný. Teprve po otevření Národního divadla v 80. letech 19. století se začalo uvažovat o uvádění samostatných baletů, zejména z iniciativy zkušeného tanečníka a choreografa Václava Reisingera (1828-1893), baletního mistra Národního divadla od roku 1881 a mimo jiné choreografa světové premiéry Čajkovského Labutího jezera. Rovněž ředitel divadla František Adolf Šubert si přál zavést balet namísto operety jako žánr sice populární, ale umělecky vkusnější. Příležitosti se chopil mladý Karel Kovařovic, který tíhnul k hudbě zábavného charakteru, o čemž svědčilo i jeho první uvedené scénické dílo, komická opera Ženichové (1884).
Nový jednoaktový balet na orientální námět pod názvem Hašiš byl tedy Kovařovicovou druhou jevištní prací. Námět a libreto baletu zpracoval Reisinger, který také ztělesnil hlavní úlohu beje Achmeda, spíše pantomimickou než taneční, při níž nevadilo jeho stáří ani tělnatost. Rovněž komická role Ben Jusufa byla pantomimická a ztvárnil ji činoherec Jindřich Mošna. Ostatní úlohy byly tančené: roli černošského sluhy Abdalla ztvárnil Augustin Berger, později Reisingerův nástupce ve funkci baletního mistra Národního divadla, hlavní obsah baletu však představují tance tří bejových favoritek. Premiéra se konala na sklonku divadelní sezóny 1884/85. Protože balet byl pouze aktový, kombinoval se v rámci večera s jinými kusy: při premiéře to byla Dvořákova opera Tvrdé palice, poté Bozděchova činohra Zkouška státníkova, Sardouova aktovka Opožděné psaní a Blodkova opera V studni.
Hašiš měl velký význam jako první samostatný balet uvedený na scéně Národního divadla; je považován za první novodobý český balet. Kritika vcelku chválila Kovařovicovu nápaditou hudbu, byť jí vytýkala roztříštěnost a nedostatek struktury a obecně považovala jeho obrat k psaní baletní hudby za „kluzkou a pro seriósnějího umělce nemálo choulostivou cestu“. Libreto a choreografie však byly kritizovány jako povrchní, dějově chudé a neoriginální. Reisinger do značné míry zkopíroval dva obrazy z baletu Théophila Gautiera La Péri na Burgmüllerovu hudbu, ve kterém tančil v 50. letech 19. století ve Stavovském divadle. Ani obecenstvo Hašiš příliš nezaujal a dočkal se jen čtyř repríz, tj. tehdejšího minima. Kritika Reisingera za tento balet vyostřila osobní neshody, kvůli nimž Reisinger ještě roku 1884 Národní divadlo opustil.

## Osoby a první obsazení
| osoba                               | premiéra (19. 6. 1884) |
| ----------------------------------- | ---------------------- |
| Achmed bey v Tunisu                 | Václav Reisinger       |
| Zuleika, jeho první favoritka       | Emilie Kepplerová      |
| Naris, favoritka                    | Františka ze Schöpfů   |
| Alma, favoritka                     | Marie Zieglerová       |
| Ben Jusuf, náčelník otroků          | Jindřich Mošna         |
| Abdalla, otrok                      | Augustin Berger        |
| Odalisky, sluhové, otroci v serailu |                        |
| Dirigent:                           | Adolf Čech             |
| Choreografie:                       | Václav Reisinger       |

## Děj baletu

### 1. obraz
Odalisky v harému se baví tancem. Přichází jejich pán, tuniský bej Achmed, ale nudí se a má špatnou náladu. Jeho favoritky Zuleika, Naris a Alma se jej snaží jedna po druhé o všechny dohromady svým tancem rozptýlit a pobavit, ale nedaří se jim to. Ale náčelník otroků, prohnaný Ben Jusuf, si ví rady. Jeho pán si přeje černou kávu a Ben Jusuf mu do ní přimíchá hašiš. Bej Achmed kávu vypije a usíná.

### 2. obraz
Achmedovi se zdá, že je v muslimském nebi. Jakožto nebeské panny – „peri v nebi mohamedánském“ – se mu jeho favoritky líbí mnohem více a sleduje jejich tance se zalíbením. V závěrečné apoteóze se prolíná sen vyvolaný narkotikem se skutečností.